# Berliet type M
Le Berliet type M est un poids lourd fabriqué et commercialisé par le constructeur français Berliet entre 1909 et 1913.
Il est considéré comme étant le deuxième poids-lourd fabriqué par la marque Berliet, après le type L. Le type M est entré en service dans l'Armée française dès avant la Première Guerre mondiale.
Le type M a été rapidement remplacé par le Berliet CAT (de) livré en 1912 puis par le Berliet CBD (de) apparu en 1913.

## Historique

### Lancement

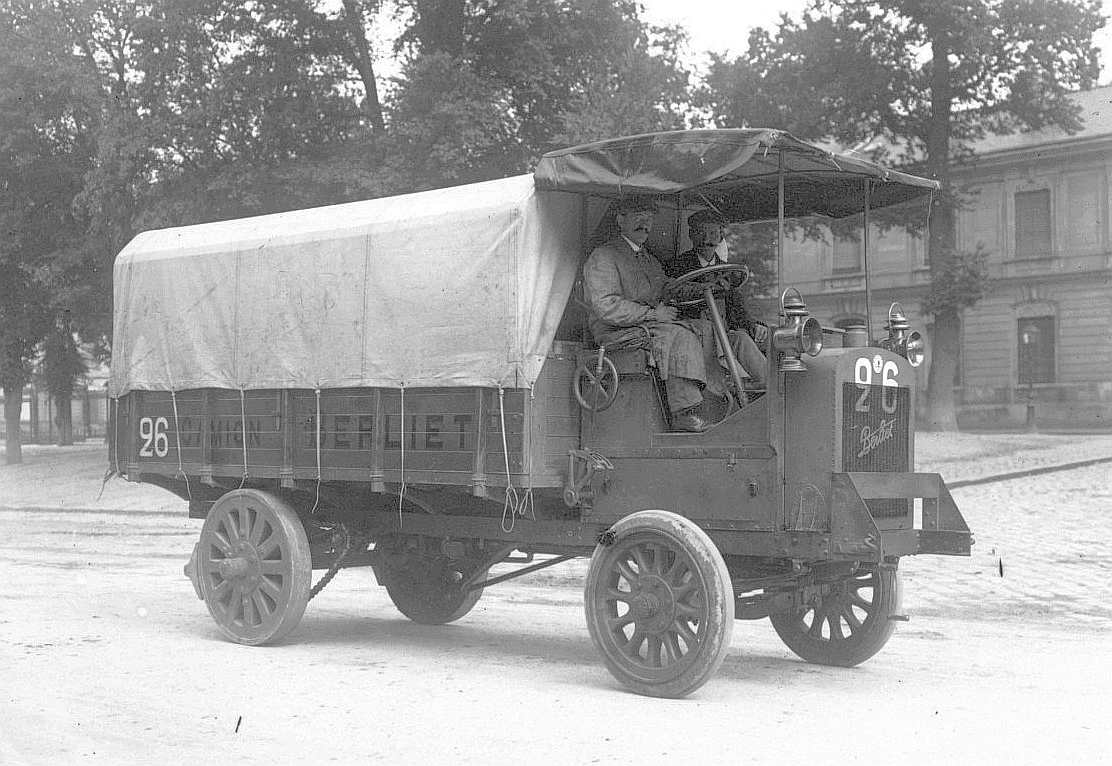
Berliet type M au concours de 1910.

Le type M est inventé par Marius Berliet, produit à partir de 1909 et fabriqué dans les usines de Monplaisir. Ils ont été utilisés, à la base, pour les propres transports de marchandise de l'usine Berliet. Ils ont ensuite été commercialisés et vendus.
Il fut, lors de son lancement, accompagné d'une campagne de publicité dont la Fondation Berliet possède encore des éléments (dépliants, affiches, ...),.
Le type M est présenté au concours d'endurance de poids lourds organisé par le Ministère de la Guerre en 1910 et est primé (les acheteurs civils reçoivent une prime pour l'achat d'un camion, l'Armée pouvait ainsi réquisitionner si besoin des véhicules adaptés à ses besoins). Au concours de 1912, il est remplacé par le Berliet CAT (de) puis au concours de 1913 par le Berliet CBD (de).
Retrouvé en 1987 en Haute-Corse avec moteur et châssis d'origine, un exemplaire du type M a été rénové par la fondation de l'Automobile Marius-Berliet et est classé monument historique par arrêté du 2 novembre 1988.

### Le type M militaire
Le type M est adopté par l'Armée française vers 1910 et au moins huit ont été mis en service dans l'artillerie. Certains type M sont réquisitionnés à la mobilisation mais disparaissent au profit de matériels plus modernes, CBD et CBA.

### Résumé du type M
- 1909 : projet puis création de prototypes et production des premiers modèles ;
- 1910-1913 : production pour les clients civils et militaires.

| Générations                  | Production | Dérivés | Modèles similaires |
| ---------------------------- | ---------- | ------- | ------------------ |
| Berliet type M (1909 - 1913) |            | Aucun   | Aucun              |

## Caractéristiques

### Dimensions
L'empattement est de 3,10 m.

### Chaîne cinématique

#### Moteur
Le type M n'a eu qu'une seule motorisation. Il est équipé d'un moteur à quatre cylindres en ligne coulés par paire.
| Modèle         | Construction | Moteur + Nom                 | Cylindrée + Alésage x course   | Performance                                | Couple               | Vitesse maxi | Consommation |
| -------------- | ------------ | ---------------------------- | ------------------------------ | ------------------------------------------ | -------------------- | ------------ | ------------ |
| Berliet type M | 1909 - 1913  | 4 cylindres en ligne Berliet | 4 398 cm3 (4,4 L) 100 × 140 mm | 22 HP à 1 000 tr/min (limiteur de vitesse) | ... N m à ... tr/min | 25 km/h      | 30 l/100 km  |

#### Boite de vitesses
Le type M est équipé d'une boite de vitesses manuelle à trois rapports. Le premier rapport sert à "décoller" le véhicule.

#### Transmission
La transmission est entraînée à l'arrière par chaîne (à axes rivés ou en option goupillés[réf. souhaitée]) sur un différentiel qui est équipé de roues jumelées. Ce type de transmission, très archaïque, est simple et solide, et peut facilement être réparé. La transmission à cardans, peu utilisée à l'époque car il fallait payer les droits de licence à l'ingénieur italien qui l'a inventée[réf. nécessaire], est encore peu utilisée sur les camions dont les démarrages sont trop souvent brutaux, comme le type M.

### Mécanique
Le véhicule ne dispose pas de système de freinage sur les roues avant. Il possède deux freins à mâchoires situées sur la face interne des roues arrière et un frein sur l'arbre en sortie de différentiel. Ce dernier, actionné au pied, sert pour les ralentissements ou le freinage de courte durée ; pour le freinage « de fatigue » ou d'urgence, le conducteur doit actionner les freins sur roues à l'aide d'un levier manuel.
Niveau suspension, le type M est muni de ressort à lames sur les deux essieux.

### Châssis et carrosserie
Le type M a une cabine ouverte recouverte d'une bâche en toile et une carrosserie fixe en bois, typique des véhicules de charge militaires de l'époque. Il a une charge utile de 3 500 kg et est monté avec six roues (roues arrière jumelées) à bandage en caoutchouc plein.